# Antonio Bazzini

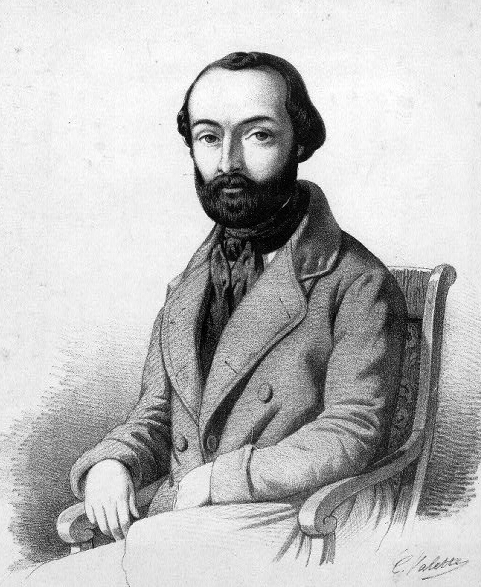
Antonio Bazzini

Antonio Bazzini (Brescia, 11 maart 1818 - Milaan, 10 februari 1897) was een Italiaanse violist en componist. 
Op zeventienjarige leeftijd werd hij benoemd tot organist van de kerk van Brescia. Toen hij op achttienjarige leeftijd Paganini ontmoette, ging hij zich echter op viool richten, waarbij hij zich sterk liet beïnvloeden door Paganini. Hij studeerde vier jaar in Leipzig, waar hij zich verdiepte in de muziek van Johann Sebastian Bach en Ludwig van Beethoven. Later gaf hij les aan het Conservatorio "Giuseppe Verdi" te Milaan, aan onder anderen Alfredo Catalani, Pietro Mascagni en Giacomo Puccini. Vooral op Puccini had Bazzini grote invloed.

## Composities (selectie)
- Scherzo fantastique (De dans van de kabouters) voor viool en piano
- Strijkkwartet nr.1 in C majeur
- Strijkkwartet nr.2 in d mineur
- Strijkkwartet nr.3 in Es majeur
- Strijkkwartet nr.4 in G majeur
- Strijkkwartet nr.5 in c mineur
- Strijkkwartet nr.6 in F majeur
- Strijkkwintet in A majeur voor twee violen, altviool en cello

- Bibsys: 6019213
- Biblioteca Nacional de España: XX1729570
- Bibliothèque nationale de France: cb13891261t (data)
- CiNii: DA10685663
- Gemeinsame Normdatei: 116097701
- International Standard Name Identifier: 0000 0000 8149 054X
- Library of Congress Control Number: n79060374
- Nationale Bibliotheek van Letland: 000162123
- MusicBrainz: 9c10e718-2fbe-485b-a50c-2480d75d5efb
- Nationale Bibliotheek van Tsjechië: mzk2003207771
- Nationale bibliotheek van Australië: 35943529
- Nationale Bibliotheek van Israël: 987007279716905171
- Nationale Bibliotheek van Polen: a0000001648830
- Nederlandse Thesaurus van Auteursnamen: 109732014
- Réseau des bibliothèques de Suisse occidentale: 02-A002980413
- Istituto Centrale per il Catalogo Unico: MUSV005414
- LIBRIS: 214253
- SNAC: w68k7ncm
- Système universitaire de documentation: 251565475
- Trove: 1157018
- Virtual International Authority File: 69114812
- WorldCat: E39PBJbGYtJJbtMJJ3ChmVkMT3